# Club Atlético Lugano
O Club Atlético Lugano, conhecido como Atlético Lugano ou simplesmente Lugano, é um clube de futebol argentino do bairro de Villa Lugano, na Cidade Autônoma de Buenos Aires. Fundado em 18 de novembro de 1915, suas cores são o laranja com preto. Atualmente participa da Primera División D, a quinta e última divisão do futebol argentino para as equipes diretamente afiliadas à Associação do Futebol Argentino (AFA), entidade máxima do futebol na Argentina. Seu estádio é o José María Moraños, localizado em Tapiales, no partido (município) de La Matanza, pertencente a província de Buenos Aires, tem capacidade aproximada para 1.500 espectadores.

## Historia
Foi fundado em 18 de novembro de 1915 por trabalhadores de uma empresa francesa de ferrovias chamada Compagnie Générale de Chemins de Fer dans la Province de Buenos Aires (em espanhol: Compañía General de Ferrocarriles en la Provincia de Buenos Aires) como Club Compañía General de Buenos Aires. Mudou de nomes duas vezes, em 1953, para Club Atlético General Belgrano de Lugano, e por fim, para sua atual denominação, Club Atlético Lugano em 1986.
Afiliou-se à Asociación Argentina de Football (AAF) (atual AFA) em 1917, onde estreou na Segunda División, a terceira divisão da AAF. Por fim, após anos de desfiliação, em 1972, refiliou-se à Associação do Futebol Argentino (AFA) e começou a participar da Primera D, a quarta divisão do futebol argentino na ocasião.

## Estádio
Seu estádio é o José María Moraños, em homenagem a um ex-dirigente do clube. Inaugurado em 1993, está situado em Tapiales, no partido (município) de La Matanza, pertencente a província de Buenos Aires, tem capacidade aproximada para 1.500 espectadores.

## Cronologia no Campeonato Argentino de Futebol
| Período                 | Campeonato                 | Divisão  | Associação | Ref.        |
| ----------------------- | -------------------------- | -------- | ---------- | ----------- |
| 1917 — 1919             | Segunda División           | Terceira | AAF        | [ 1 ]       |
| 22 de setembro de 1919  | Cisão: AAF e AAmF          |          |            | [ 1 ] [ 4 ] |
| 1920 — 1921             | División Intermedia        | Segunda  | AAF        | [ 1 ]       |
| 1922 — 1923             | Permanece Desfiliado       |          |            | [ 1 ]       |
| 1924 — 1926             | División Intermedia        | Segunda  | AAmF       | [ 1 ]       |
| 28 de novembro de 1926  | Fusão: AAF + AAmF = AAAF   |          |            | [ 1 ] [ 4 ] |
| 1927 — 1972             | Desfiliado                 |          |            | [ 1 ]       |
| 1973 — Apertura de 1986 | Primera División D         | Quarta   | AFA        | [ 1 ]       |
| 1986–87 — 1987–88       | Primera División D         | Quinta   | AFA        | [ 1 ]       |
| 1988–89 — 1992–93       | Primera División C         | Quarta   | AFA        | [ 1 ]       |
| 1993–94                 | Primera División D         | Quinta   | AFA        | [ 1 ]       |
| 1994–95                 | Desfiliação Regulamentária |          |            | [ 1 ]       |
| 1995–96 — 1997–98       | Primera División D         | Quinta   | AFA        | [ 1 ]       |
| 1998–99                 | Primera División C         | Quarta   | AFA        | [ 1 ]       |
| Desde 1999–00           | Primera División D         | Quinta   | AFA        | [ 1 ]       |

## Títulos
| NACIONAIS | NACIONAIS          | NACIONAIS | NACIONAIS  |
| Divisão   | Competição         | Títulos   | Temporadas |
| --------- | ------------------ | --------- | ---------- |
| Quinta    | Primera División D | 1         | 1987–88    |
| Quinta    | Torneo Reducido    | 1         | 1997–98    |